# Ashibi

Ashibi (japonais 馬酔木, « Pieris ») est le titre de deux revues japonaises.

## Ashibi (revue de tanka)
Publiée de 1903 à 1908, la revue de tanka Ashibi est le journal de la communauté Negishi de tanka autour de Itō Sachio comme figure centrale. Takashi Nagatsuka, Shimaki Akahiko et Mokichi Saitō collaborent à cette revue dont le style est orienté vers le style du Man'yōshū. Les successeurs de cette revue sont les revues Akane et Araragi.

## Ashibi (revue de haïku)
Publiée par Shūōshi Mizuhara, la revue de haïku Ashibi est d'abord baptisée Hamayumi (破魔弓, un hamayumi est un arc pour chasser les mauvais esprits), puis prend le nom Ashibi à partir de 1928.
Son millième numéro paraît en juin 2007.

## Source de la traduction
- (de) Cet article est partiellement ou en totalité issu de l’article de Wikipédia en allemand intitulé « Ashibi » (voir la liste des auteurs).